# 胡承詔
胡承詔（？—？），字君庥，號侍黄，湖廣承天府沔阳州景陵县人，明朝政治人物。

## 生平
万历二十八年（1600年）庚子科湖廣乡试舉人，三十二年（1604年）甲辰科进士，工部觀政，授峡江县知县，调内江县，擢升礼部主事，四十年调南吏部，四十一年升南吏部稽勲司郎中，四十六年補礼部祠祭司郎中，四十七年升四川提学副使。天启元年（1621年）升河南右参政，二年升本省按察使，三年升山东右布政使，五年升四川左布政使。崇祯元年（1658年）三月，改任南太仆寺卿管少卿事，三年（1630年）以年老致仕。